# Byrdin (Gluschkowo)
Byrdin (russisch Бырдин) ist ein Weiler (chutor) in der Oblast Kursk in Russland. Es gehört zum Rajon Gluschkowo und zur Landgemeinde (selskoje posselenije) Popowo-Leschanski selsowjet.

## Geographie
Der Ort liegt gut 136 km Luftlinie südwestlich des Oblastverwaltungszentrums Kursk im südwestlichen Teil der Mittelrussischen Platte, 20 km westlich des Rajonverwaltungszentrums Gluschkowo, 4,5 km vom Sitz des Dorfsowjet – Popowo-Leschatschi, 2,5 km von der Grenze zwischen Russland und der Ukraine, in der Nähe des Seim-Flusses.

### Klima
Das Klima im Ort ist wie im Rest des Rajons kalt und gemäßigt. Es gibt während des Jahres eine erhebliche Niederschlagsmenge. Dfb lautet die Klassifikation des Klimas nach Köppen und Geiger.

## Bevölkerungsentwicklung
| Jahr | Einwohner |
| ---- | --------- |
| 2002 | 34        |
| 2010 | 16        |

Anmerkung: Volkszählungsdaten

## Verkehr
Byrdin liegt 1,5 km von der Straße regionaler Bedeutung 38K-040 (Chomutowka – Rylsk – Gluschkowo – Tjotkino – Grenze zur Ukraine) und 9 km vom nächsten Bahnhof Tjotkino (Eisenbahnstrecke Chutir-Mychajliwsky – Woroschba) entfernt.
Der Ort liegt 174 km vom internationalen Flughafen von Belgorod entfernt.